# 火山齒龍科
火山齒龍科（屬名：Vulcanodontidae）是一群原始的蜥腳下目恐龍，生存於侏儸紀早期，包括以下屬：資中龍、欧姆殿龙、塔鄒達龍、以及火山齒龍。火山齒龍科是在1984年由M.R. Cooper建立。在1995年，A. P. Hunt曾提出火山齒龍科是巨腳龍科（Barapasauridae）的異名。火山齒龍科有狹窄的薦骨。

## 外部連結
- 蜥腳下目 Palaeos網站(英文)
- 火山齒龍科 （页面存档备份，存于） Paleobiology Database網站